# مجلس نواب رومانيا
مجلس نواب رومانيا (بالرومانية: Camera Deputaților din România )‏ هو الهيئة التشريعية في رومانيا، الذي تأسس في 1866، ويتكون من 329 مقعداً، يقع المقر الرئيسي له في بوخارست، وهو المجلس الأدنى في البرلمان الروماني.

## طالع أيضًا
- البرلمان الروماني